# 2-й інтернаціональний легіон (Україна)
2-й Інтернаціональний Легіон оборони України — окремий батальйон спеціального призначення у складі Сухопутних військ Збройних Сил України.

## Історія

### Передумови
27 лютого 2022 року президент України Володимир Зеленський звернувся до всіх громадян іноземних держав із закликом приєднатися до оборони України, захисту безпеки у Європі та світі, проти російських сил вторгнення. 1 березня 2022 року Зеленський запровадив тимчасовий безвізовий режим для громадян іноземних держав, які бажають вступити до Інтернаціонального Легіону оборони України, крім громадян Росії. Того ж дня Секретар РНБО Олексій Данілов заявив про велику кількість заявок від представників різних країн, які бажають прибути до України брати участь в Інтернаціональному Легіоні для захисту України від російських окупантів.
Більшість урядів західних країн прихільно поставилися до намірів України формувати Інтернаціональний Легіон: у Німеччині заявили, що уряд не буде перешкоджати своїм громадянам їхати воювати, Нідерланди оголосили, що вступ до Інтернаціонального Легіону є законним, також це підтримали і Латвія, Ізраїль, Данія, Еквадор, Сполучене Королівство Великобританії, Франція, Чехія, Аргентина. Не зважаючі на застередження Уряду США своїм громадянам щодо відвідування України, станом на 3 березня понад 3000 американців виявили бажання воювати за Україну і доєднатися до лав Інтернаціонального Легіону.
Інтернаціональний Легіон формувався у вигляді проекту, платформи, для формування окремих інтернаціональних легіонів ЗСУ. Першим був створений 1-й Інтернаціональний Легіон оборони України у березні 2022 року і навесні взяв участь у важких боях за Харків. Згодом були створені 2-й, 3-й і 4-й.

### 1-ша інтернаціональна рота спеціального призначення
Навесні 2022 року була сформована 1-ша інтернаціональна рота спеціального призначення у складі 1-ї окремої бригади спеціального призначення Сил Територіальної оборони ЗС України імені Івана Богуна. Формування роти було доручено полковнику Руслану Мирошниченко, після завершення ним програми підготовки бойових груп зі складу батальйонів 112-ї окремої бригади ТРО ЗСУ, яку здійснювали у березні-квітні 2022 за допомогою британських інструкторів. Роту, у кількості 86-ти добровольців, було сформовано за півтори місяці.  Командним складом роти стали англомовні українські офіцери і сержанти, у тому числі — найкращі випусники зазначеного вище весняного курсу для ТрО у Києві. Майже половину роти складали представники Грузинського національного легіону  — 42 добровольці з Сакартвело, а решта підрозділу були добровольці з інших країн.  В загалом, до складу роти увійшли добровольці майже 30-ти країн — України, Сакартвело, Білорусі, США, Великої Британії, Тайваню, Японії, Чехії, Польщі, Франції, Італії, і інших країн.
30 червня 2022 року рота вийшла з Лисичанська, де до цього часу утримувала позиції в районі Заводу гумотехнічних виробів (ГТВ). У липні рота вела бої за село Григорівка, у двох кілометрах від Сіверська, де особовий склад роти використовувався як мобільні розвідувально-диверсійні групи. 24 липня рота повідомила про втрату 4-х бійців загиблими.
Після боїв за Григорівку 1-ша Інтернаціональна рота спеціального призначення 1 ОБРСПП ім. Івана Богуна брала участь у боях за Бахмут та відзначилася сміливими штурмовими діями - результативними нальотами на окопи противника.  Про штурм ворожих позицій бійцями 1-ї Інтернаціональної роти в районі Бахмуту у жовтні 2022 року, більшість з яких були грузинські добровольці, голова Грузинського легіону Мамука Мамулашвілі 23 жовтня 2022 року зробив пост на своїй сторінці у Фейсбуці опублікувши відео цього штурму. 
У свому дописі у Фейсбуці від 27 березня 2025 року, полковник Руслан Мирошниченко, формувач 1-ї Інтернаціональної роти СпП, дає уточнення обставин того штурму, а саме: "На перших кадрах відео, ..., показана шалена атака бійців 1-ї інтернаціональної роти спеціального призначення 517-го батальйону 1-ї окремої бригади спеціального призначення імені Івана Богуна Сухопутних військ ЗС України у Веселій Долині під Бахмутом у жовтні 2022. До складу штурмової групи входили українці, грузини і білоруси. Штурмову групу в бій особисто вів командир саме цієї інтернаціональної роти українець капітан Сергій Ільницький, позивний Індія, який отримав важке поранення під час цього бою. Бій в окопі ведуть українці і грузини разом. Відео бою знімає з дрону українець Іван Пелих, позивний Муха, який одночасно координував по радіо дії танкового екіпажу. Доречі одним із сміливих відчайдушних штурмовиків, який впритул розстрілював росіян, був українській боєць з позивним Мех. Під час того бою загинув українець с позивним Зуб. В ті дні на позиції Дунай загинув білорус з позивним Жнець. Декілька грузинських героїв отримали поранення. Але ворога було знищено. Згодом герої того бою влилися до складу першої роти Альфа 2-го Інтернаціонального Легіону".  В своєму дописі у Фейсбуці від 30 квітня 2025 року Мирошниченко розповідає про бойовий шлях 1-ї Інтернаціональної роти спеціального призначення 1 ОБРСПП ім. Івана Богуна. 
Восени 2022 року залишки 1-ї Інтернаціональної роти було переміщено наказом Командувача Сухопутних військ Збройних Сил України генерала Олександра Сирського з 1 ОБРСПП ім. Івана Богуна до складу 2-го Інтернаціонального Легіону оборони України, які стали організаційним ядром для формування першої роти спеціального призначення у складі 2-го Легіону.

### 2-й Інтернаціональний Легіон оборони України
До жовтня 2022 року 2-й Інтернаціональний Легіон оборони України не був у пріоритеті військового командування щодо формування і комплектування, перевага надавалася 1-му Інтернаціональному Легіону оборони України. Станом на вересень 2022 року 2-й Легіон складався з 4 осіб. Доручення на початок рекрутингу до 2-го Легіону було надано командуванням Сухопутних військ Збройних Сил України полковнику Руслану Мирошниченко, після його обгрунтованої доповіді щодо доцільності формування 2-го Інтернаціонального Легіону оборони України, а також шляхів його розвитку.
У жовтні 2022 року почав формуватися 2-й Інтернаціональний Легіон оборони України у вигляді окремого батальйону спеціального призначення у безпосередньому підпорядкуванні Командуванню Сухопутних військ Збройних Сил України. До кінця 2022 року було сформовано штаб, основні служби та половина першої роти спеціального призначення 2-го Легіону, основою якої стали ветерани 1-ї Інтернаціональної роти 1 ОБРСПП ім. Івана Богуна.
Початковим концептом формування 2-го Інтернаціонального Легіону оборони України  було створення підрозділу, де перевагу у його комплектуванні надавалось би українцям, картвелам і білорусам — народам, які історично віками боряться за свою незалежність від російської імперії. Цей концепт було узгоджено полковником Русланом Мирошниченко з Головнокомандувачем Збройних Сил України генералом Валерієм Залужним під час їхньої особистої зустрічі у грудні 2022 року. Ця концепція знайшла своє відображення і у символах першого історичного патчу 2-го Інтернаціонального Легіону оборони України і у риториці першого звернення командира 2-го Легіону до добровольців долучитися до останнього етапу визвольних змагань.
В рамках визначення концепту підрозділу, полковником Мирошниченко, формувачем 2-го Інтернаціонального Легіону оборони України, було досягнуто певних домовленостей з лідерами патріотичних рухів Білорусі і Сакартвело щодо комплектування легіону добровольцями. Отже, на початкових етапах формування 2-го Інтернаціонального Легіону оборони України до кінця 2022 - початку 2023 років ядром легіону стали українці, білоруси та грузини, представники народів, які століттями борються проти російської військової та культурної експансії. Згодом до них долучилися представники країн усього світу.
2-й Інтернаціональний Легіон оборони України задумували як підрозділ спеціального призначення для виконання спеціальних завдань, отже, на початку 2023 року була сформована тактична група розвідки на базі 2-го Легіону зі ста людей, розвідники і контрдиверсійники, які вже 3 квітня 2023 року почали виконувати бойові завдання вздовж кордону з російською федерацією на територіях Чернигівської та Сумської областей України, а згодом — на території Курської області.
У травні 2023 року було сформовано тактичну групу «Схід» 2-го Інтернаціонального Легіону оборони України, яка з червня 2023 по липень 2024 виконувала бойові завдання у Серебрянському лісництві на Лиманському напрямку.
Перший бій 2-го Інтернаціонального Легіону оборони України у Серебрянському лісництві відбувся 25 червня 2023 року із штурмом ворожих позицій, який відбувався у взаємодії з штурмовими групами 95-ї окремої десантно-штурмової бригади, в результаті чого легіонерам вдалося закріпитися на рубіжі та почати розбудову взводного опорного пункту (ВОП).
Поступовий розвиток лінії оборони від ВОП до повноцінного батальйонного району оборони відбувався в умовах інтенсивних штурмів та щільного вогню важкої артилерії і РСЗВ з боку противника за рахунок поступового і поетапного прийняття відповідальності 2-м Легіоном за позиції, які фізично не могли більше утримуватися механізованою бригадою, в смузі якої працював 2-й Інтернаціональний Легіон оборони України, що забезпечило організацію стійкої оборони на цій ділянці фронту. Вперше було створено історичний прецедент — стійке утримування батальйонного району оборони довжиною більше километру майже 14 місяців — інтернаціональним підрозділом Збройних Сил України, який одночасно поповнювався добровольцями і доукомплектовувався людьми, озброєнням і технікою.

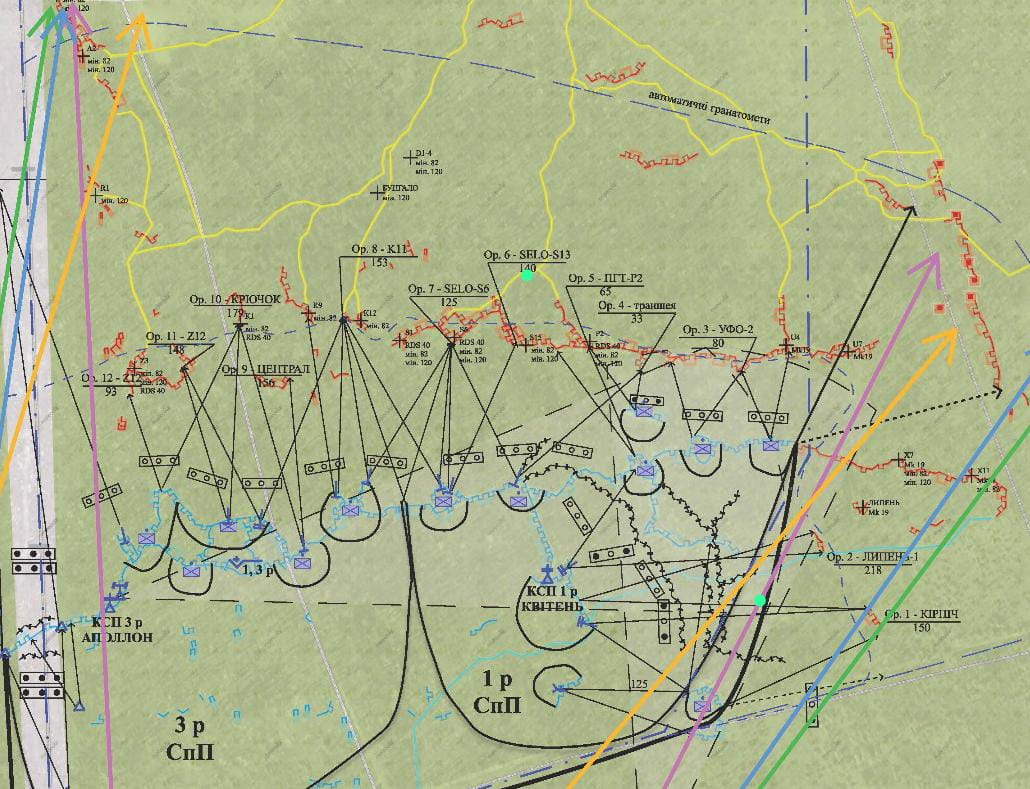
Батальйонний район оборони 2-го Інтернаціонального Легіону оборони України, 29.06.2023 — 16.07.2024.

Героїчне утримання батальйонного району оборони 2-м Інтернаціональним Легіоном оборони України, незважаючи на ведення оборони в тактично невигідних умовах постійних штурмів позицій Легіону з боку противника, одночасно у правий фланг і з фронту, з одночасним інтенсивним застосуваннями противником важкої артилерії і РСЗВ, дозволило 63-й окремій механізованій бригаді та суміжним підрозділам побудувати другу лінію оборони та недопустити прорив на цій ділянці.
Після боїв за Серебрянське лісництво 2-й Інтернаціональний Легіон оборони України брав участь в боях за Терни, Часів-Яр та Покровськ, не здавши жодної позиції. Під час боїв за Часів Яр підрозділи 2-го Легіону застосовувалися для штурмових дій. В боях за Покровськ піхота 2-го Легіону декілька місяців стійко тримала три посадки і відбила одинадцять штурмів. 
У період 2022 - 2024 рр. в 2-му Інтернаціональному Легіоні оборони України несли службу добровольці з понад 30 країн світу — українці, картвели, білоруси, молдавани, азербайджанці, латиші, естонці, литовці, поляки, чехи, словаки, бразильці, колумбійці, аргентинці, чилійці, перуанці, парагвайці, португальці, іспанці, італійці, британці, американці, австралійці, новозеландці, голандці, бельгійці, французи, німці, фіни, шведи, данці, норвежці, представники Фарерських островів, японці, тайванці, Шри-Ланкійці, ізраільтяне і ливанці. Станом на весну - літо 2025 року, переважна більшість добровольців Легіону це українці і представники країн Латинської Америки. Ідея інтернаціонального легіону полягає у поєднанні в одному підрозділі українців і іноземців, обєднаних одними цінностями боротьби зі злом. 

## Іновації

### Управління
За ініціативи начальника розвідки Тактичної групи "Схід" 2-го Інтернаціонального Легіону оборони України, під час боїв за Серебрянське лісництво, було створено позаштатний орган управління - Центр управління польотами (ЦУП), функцією якого було координація дій екіпажів аеророзвідки і корегування. Задача ЦУП - забезпечити безперебійне спостереження за переднім краєм для унеможливлення непомітного просування противника в бік позицій Легіону. Створення ЦУП надало можливості суттєво поліпшити координацію між командним пунктом, екіпажами БПЛА та розрахунками мінометів і автоматичних гранатометів, що, у свою чергу, дозволило своєчасно виявляти штурмові групи противника та знищувати їх вогнем мінометних розрахунків 2-го Легіону. Пізніше, ЦУП було трансформовано в Пункт управління розвідки (ПУР). Пункт управління розвідки 2 Інтернаціонально легіону — це комунікативний хаб. Сюди стікається інформація від розвідки, від ударних дронів, від РЕР. Він потрібен для того, щоб зібрати інформацію про ворога, проаналізувати її та довести до командування. Завдання ПУРа — надати максимально об’єктивну та повну інформацію командиру для прийняття рішення.

### Взвод інженерів БПЛА
З метою інженерно-технічного забезпечення та супроводження безпілотної авіації у 2-му Інтернаціональному Легіоні оборони України у період червень-серпень 2023 року, під час боїв за Серебрянське лісництво, було сформовано позаштатну групу інженерів БПЛА, яка згодом трансформувалася у повноцінний взвод інженерів БПЛА. Основна задача підрозділу - доопрацювати, переробити та перепрограмувати отримані дрони під поточні потреби та реалії бойових дій, що включає в себе: часткову, а бо повну (глибоку) технічну модернізацію дрону та його польові випробування до передачі апарату до бойового підрозділу. В задачі взводу входить й ремонт пошкоджених дронів і пошук іноваційних рішень їх удосконалення. 

### Стабілізаційний пункт
За ініціативою начальника медичної служби 2-го Інтернаціонального Легіону оборони України, під час боїв за Серебрянське лісництво, було створено позаштатний стабілізаційний медичний пункт переднього краю, який фактично був єдиним пунктом для стабілізації стану поранених в смузі оборони 63-ї омбр в 15-ти хвилинах їзди від лінії бойового зіткнення (ЛБЗ), що забезпечило рятування життів як бійців 2-го Легіону так і поранених бійців 63-ї омбр і всіх суміжних підрозділів. Пізніше, під час боїв за Терни, Часів-Яр і Покровськ, 2-м Легіоном завжди розгортався стабілізаційний пункт максимально близько до ЛБЗ. 

## Командування
- 11.2022—11.2024: полковник Мирошниченко Руслан Миколайович[32][6]
- на 2025: майор Якимович Олександр Миколайович[71]

## Перспективи розвитку
У своєму інтерв'ю телеканалу "ВІТА" у листопаді 2024 року Руслан Мирошниченко наголосив на доцільності формування інтернаціонального полку, або бригади. «Легіон — це одна філософія, підходи, культура. І ним має бути або один полк, або одна бригада. Сьогодні це окремі підрозділи зі своїми культурами, традиціями, філософією. А має бути все єдине, відповідно до натівських стандартів. Це призведе до посилення оборони України», — каже Руслан Мирошниченко. 

## Втрати
- 7 липня 2022 — "Елвіс", Олефіренко Євген Валерійович, українець. Загинув у бою за Григорівку.[74][75][76]
- липень 2022 — Люк Луцишин, американець. Загинув у бою за Григорівку.[22][77]
- липень 2022 — Браян Янг, американець. Загинув у бою за Григорівку.[22][77]
- липень 2022 — Еміль-Антуан Руа-Сіруа, канадець. Загинув у бою за Григорівку.[22]
- липень 2022 — Едвард Селандер Патріньяні, швед. Загинув у бою за Григорівку.[22]
- вересень 2022 — "Жнець", Олексій Олександрович Вещевайлов, білорус. Загинув у бою за Бахмут [78][79]
- червень 2023 — "Ворон", Володимир Ярославович Тріщ, українець. Загинув у бою за Серебрянське Лісництво. [80][81]
- червень 2023 — "Баку", Асман Тарланов, азербайджанець. Загинув у бою за Серебрянське Лісництво. [82]
- жовтень 2023 — "Девід", Девід Батурин, американець українського походження. Загинув у бою за Серебрянське Лісництво. [83]
- грудень 2023  — "Айріш", Юрій Анатолійович Савчук, українець. Загинув у бою за Серебрянське Лісництво. [84][85]
- травень 2024 — "Денчік", Денис Володимирович Карпенко, українець. Загинув у бою за Серебрянське Лісництво. [86][87]
- червень 2024 — Хвіча Гвінджішвілі, картвелі. Загинув у бою за Серебрянське Лісництво. [88]
- липень 2024 — "Сальмо", колумбієць. Загинув у бою за Серебрянське Лісництво. [89]
- липень 2024 — "Захар", Зураб Яшвілі, картвелі. Загинув у бою за Серебрянське Лісництво. [90]
- липень 2024 — "Грізлі", Андрій Володимирович Костельний, українець. Загинув у бою за Серебрянське Лісництво. [91][92]
- липень 2024 — Джеймс Вілтон, британець. Загинув у бою за Серебрянське Лісництво. [93]
- липень 2024 — "Лемон", Томаш Марцін Сенкала, поляк. Загинув у бою за Серебрянське Лісництво. [94]
- січень 2025 — "Одісея", Марія Зайцева, білоруська. Загинула у бою за Покровськ. [95][96]

## Традиції

### Символіка

#### Перший історичний патч 2-го Інтернаціонального Легіону оборони України[97]

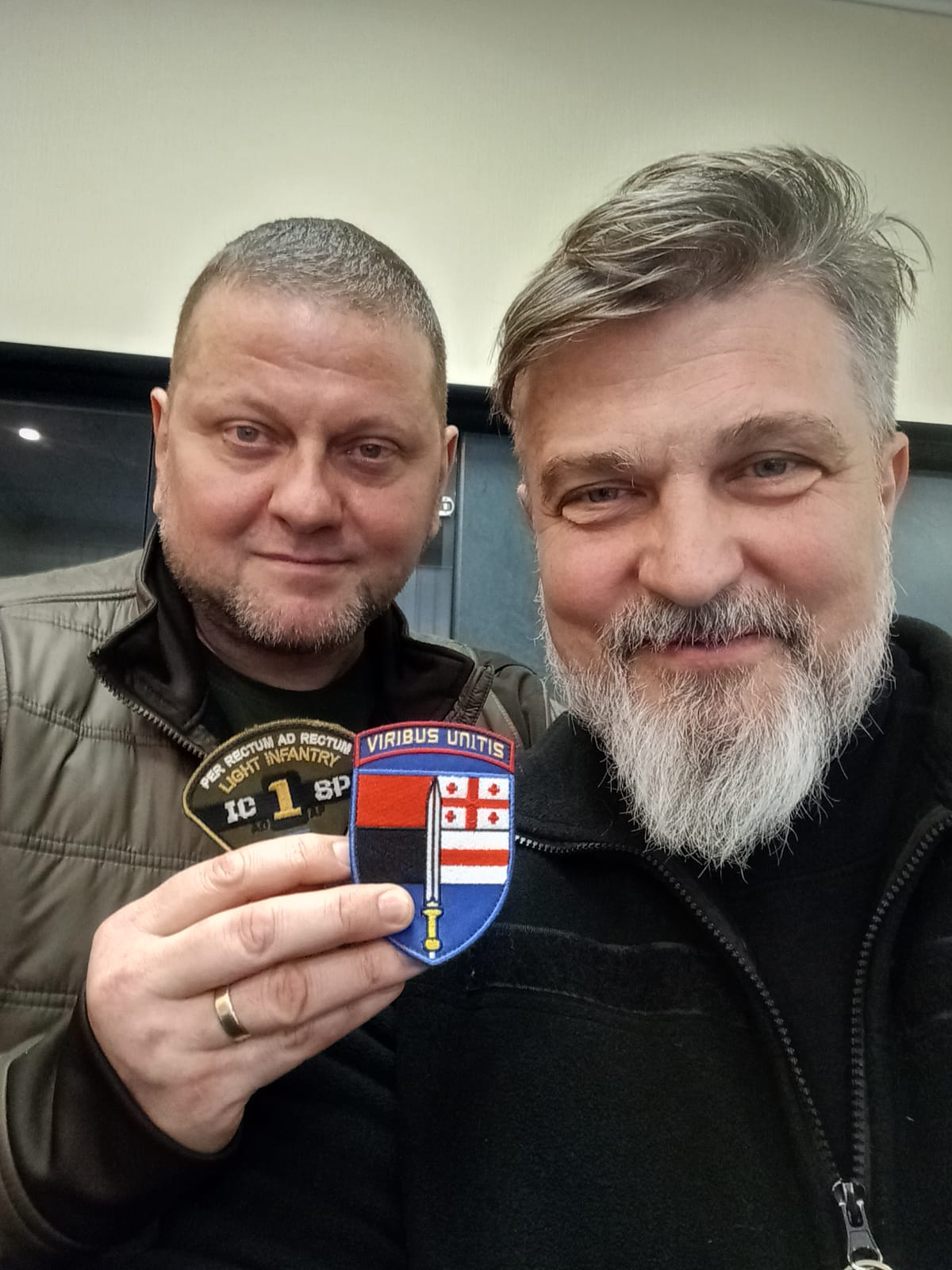
Полковник Руслан Мирошниченко та генерал Валерій Залужний під час узгодження концепту формування 2-го інтернаціонального легіону оборони України

На першому нарукавному знаку 2-го інтернаціонального легіону оборони України було зображено три прапори: Революційний прапор ОУН (бойовий прапор борців за свободу України), прапор Грузії і Біло-червоно-білий прапор (прапор вільної Білорусі). Це відображало національний склад 2-го інтернаціонального легіону оборони України на початковому етапі формування, який здебільшого складався на той час з добровольців з України, Грузії (Сакартвело) та Білорусі. Напис лат. Viribus Unitis означає «Спільними зусиллями».

#### Бойовий Патч Легіону
У червні 2023 року командування 2-го Інтернаціонального Легіону оборони України затвердило новий нарукавний знак, який, за рішенням командира Легіону, отримав статус - Бойового Патчу Легіону.  Право на носіння Бойового Патчу Легіону доброволець має після гідного виконання ним першого бойового завдання на передньому краї. Бойовий Патч Легіону виконаний у двох кольорах — червоно-чорні кольори бойового прапора борців за свободу України. Також є польова версія Бойового Патчу Легіону у кольорі оливи. На нарукавному знаку зображено стилізований римський шолом та спис воїна-легіонера, який символізує добровольців зі всього світу, які долучилися до Сил оборони України і протидіють агресії Російської Федерації. Легіонери повстали на захист демократичних цінностей, які намагається знищити Росія, здійснюючи акти агресії і терору по всьому світу. Спис — традиційний символ війни, його пов'язують з високою військовою доблестю, мужністю, честю, гідністю. Це сила єдиної мети і чіткого напрямку, подолання будь-яких перешкод, здатність заради блага інших досягати великих звершень. Над воїном-легіонером напис лат. Viribus Unitis, що означає «Спільними зусиллями».

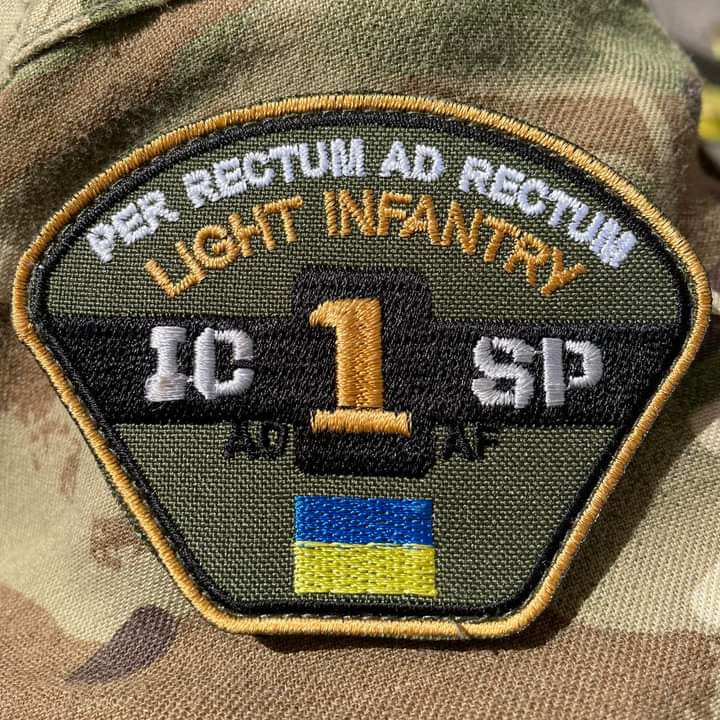
Патч 1-ї інтернаціональної роти СпП
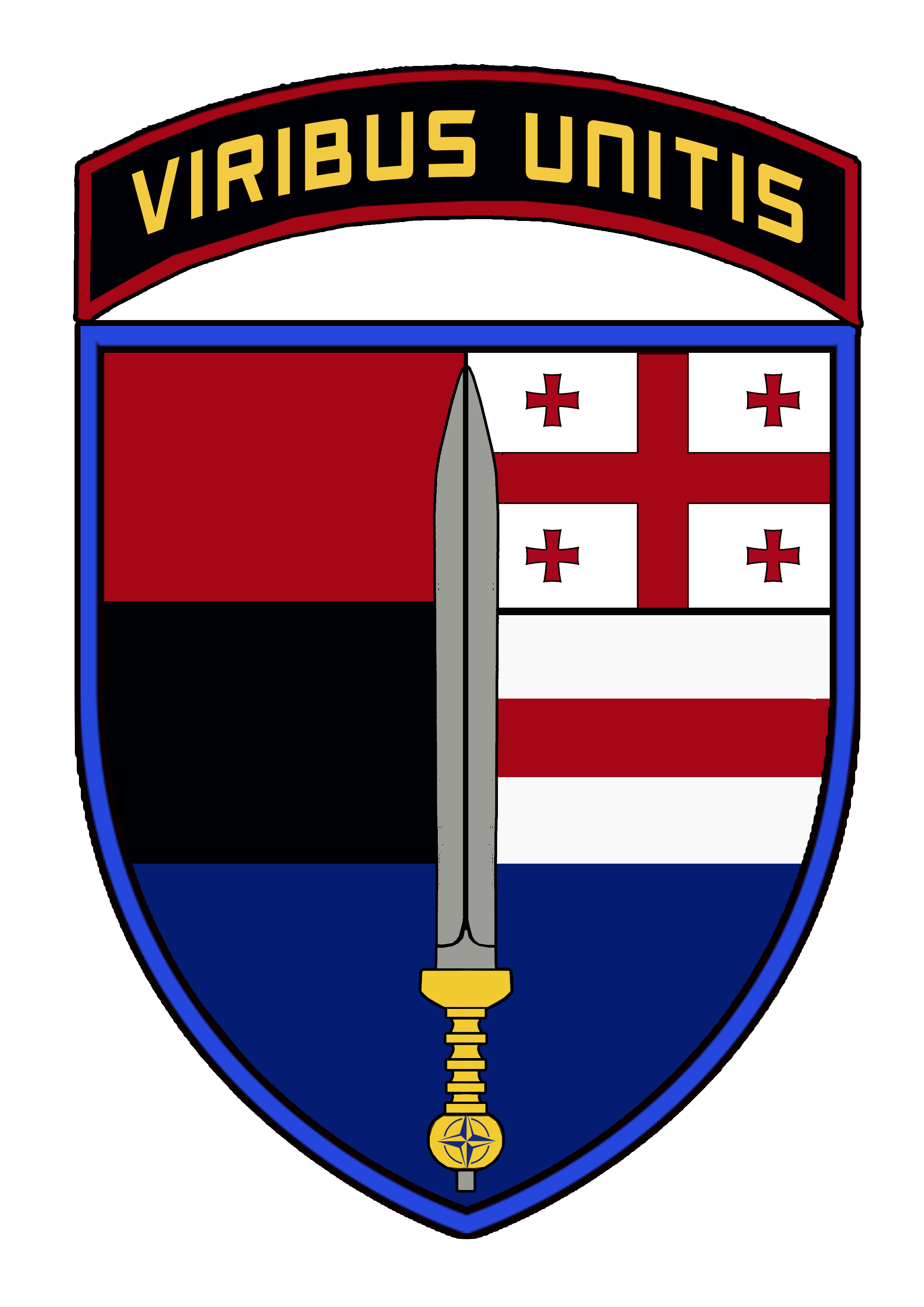
Перший патч 2 ІЛ
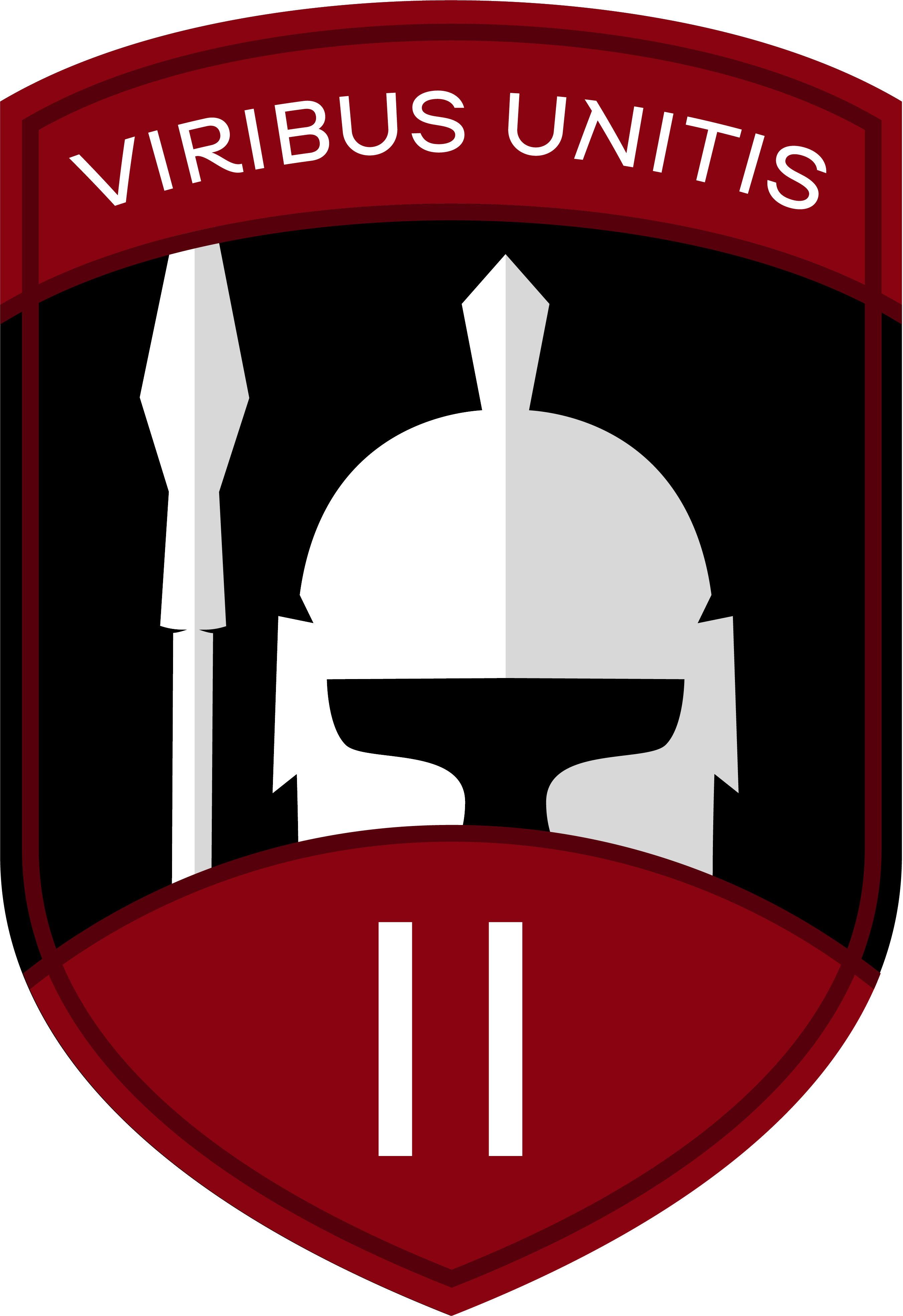
Поточний патч 2 ІЛ

#### Хоругва Легіону
Восені 2023 року, під час боїв за Серебрянське лісництво, було виготовлено Хоругву Легіону для підняття бойового духу легіонерів, яких об'єднують лицарські традиції українського козацтва, яке боролося за Свободу України. Хоругва —старовинний бойовий прапор і є символом військового об'єднання.  Хоругва 2-го Інтернаціонального Легіону оборони України має вигляд збільшеного Бойового Патчу Легіону у червоно-чорних кольорах бойового прапора борців за свободу України з держаком-корогвищем у вигляді спису із сталевим кованим вістрям. Цінності та естетика козацтва є формуючим імперативом Легіону, тому урочисті події проводяться обов’язково за присутності Хоругви на чолі з його командиром і з урочистими козацькими тулумбасами, що були зроблені Євгеном Квасковим, випусником Національного університету «Києво-Могилянська академія», громадським активістом, учасником Революції Гідності, який загинув в боях за Бахмут. 

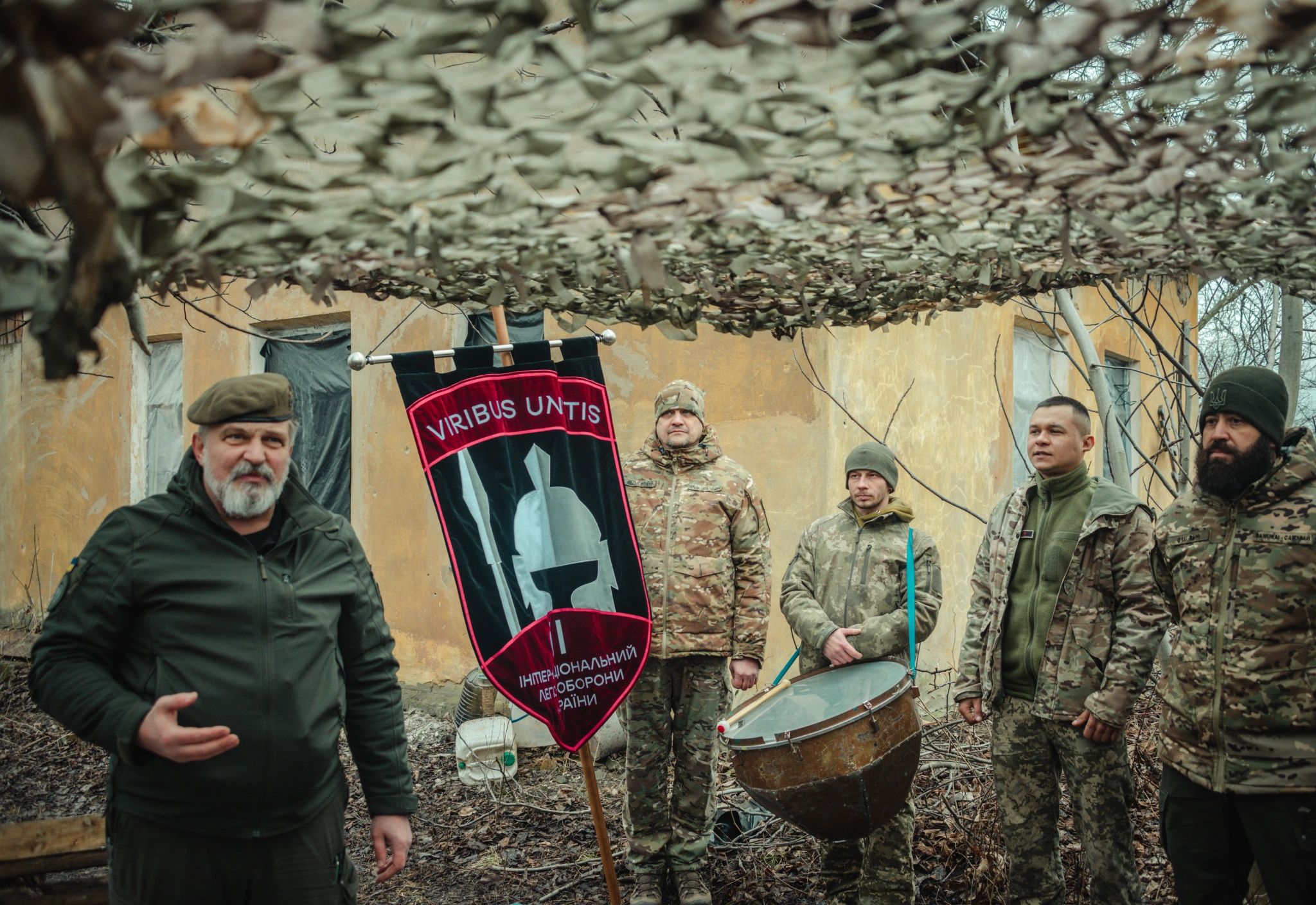
Хоругва 2-го Інтернаціонального Легіону і козацькі тулумбаси

### Присяга
Відповідно до пункту 6 Положення про проходження військової служби у Збройних Силах України іноземцями та особами без громадянства, іноземці, які вперше приймаються на військову службу до Збройних Сил України, беруть офіційне зобов'язання щодо неухильного дотримання Конституції, законів України та сумлінного виконання обов'язків військової служби. У 2-му Інтернаціональному Легіоні оборони України, акт прийняття такого зобов'язання іноземними добровольцями здійснюється одночасно і в одному строю з добровольцями-українцями громадянами України, які складають Присягу на вірність народові України , що надає цій події урочистості та символізує єдність добровольців різних національностей. Цю традицію було започатковано 16 червня 2022 року за часів формування 1-ї Інтернаціональної роти СпП 1-ї обр СпП. 

## Вшанування

### Нагороди
14 березня 2025 року 2-й інтернаціональний легіон оборони України було нагороджено колективною відзнакою громадського визнання «За нашу і вашу Свободу».

### Фото-виставка "2-Інтернаціональний Легіон: естетика бойового братерства"
У період з 24 вересня по 23 жовтня 2024 року у Культурно-мистецькому центрі Національного університету «Києво-Могилянська академія» відбулася перша фото-виставка «2-й Інтернаціональний легіон: естетика бойового братерства».  Автор виставки – воїн 2-го Інтернаціонального Легіону оборони України, фотограф, перекладач, журналіст, представник України в Європейському Культурному Парламенті Олександр Заклецький.  Експозиція складається із трьох десятків робіт, кожна з яких розповідає невелику історію з життя і побуту добровольців із понад 30 країн світу, які захищають Україну. Автор планував проєкт не про ведення бойових дій чи окремі персоналії, не намагався описати бойові дії одного з українських підрозділів – він ставив перед собою значно глибшу мету: – Я задумав ці фотографії скоріше як рефлексії на класичні картини, що зображували лицарське життя, тому в них більше статики, ніж динаміки. Та подекуди спочатку непомітні деталі розповідають про нову естетику, яка народжується у колі таких військових братерств, – наголосив Олександр Заклецький. Друга виставка проходила з 26 грудня 2024 року до 5 січня 2025 рр. у м. Львів в Центрі інтелектуального мистецтва Меркурій (ЦІММ).  Третя виставка відкрита з 27 квітня до 11 травня 2025 року в артпросторі Ваґабундо в Івано-Франківську. На відміну від попередніх виставок у Києві і Львові, третя виставка представлена у розширеному форматі, адже вона демонструє не тільки фотографії, але й особисті речі і історії загиблих героїв 2-го Інтернаціонального Легіону оборони України. 

### Виставка "FOR FREEDOM"
28 лютого 2025 року у Національному музеї історії України у Другій світовій війні, на третю річницю звернення Президента України до добровольців вільного світу приєднатися до захисту України, відбулося відкриття виставки «FOR FREEDOM», яку присвячено всім іноземним добровольцям, які зі зброєю в руках брали і беруть участь у відсічі неспровакованої збройної агресії російської федерації проти України. «FOR FREEDOM» — спільний проєкт Музею війни та Фундації Ромулуса Везермана.  Декілька стендів присвячено бійцям 2-го Інтернаціонального Легіону оборони України. 

## Про добровольців 2-го Інтернаціонального Легіону оборони України
- "Індія", заступник командира батальйону по бою [117]
- "Ден", водій-механик переднього краю [118]
- Іван Пелих, син Ігоря Пелиха, командир взводу БПЛА[119][120]
- «Ківі», жінка бойовий медик з Нової Зеландії.[121][122][123][124]
- «Механ», ветеран Майдану і російсько-української війни з 2014[125][126]
- «Чілі», командир взводу БПЛА[127]
- DW про колумбійськиї добровольців[128]
- Отець Макарій, військовий капелан[129]
- «Парадокс», водій М113 медичної евакуації переднього краю[130][131][132]
- «Халк», інструктор батальйону про специфіку організації підготовки[133]
- «Енгельс», начальник медичної служби[70]
- "Кощей", стрілок роти Альфа [134]
- "Джойс", сержант з МТЗ роти Чарлі [135][136]
- "Єшуа", штурмовик роти Чарлі [137][138][139]
- "13-й", штурмовик роти Альфа [140][141]
- "Танос", штурмовик роти Чарлі [142]
- "Сіму", штурмовик роти Чарлі [143]
- "Тоні", командир відділення роти Чарлі [144]
- "Цезар", мінометник мінометної батареї [145][146]
- Андрій, пілот FPV дрону [147]
- Ребейро, пілот БПЛА [148]
- "Одисея", снайпер  [149]
- Добровольці 2-го Легіону про свій підрозділ [150]
- DW про мотивацію добровольців 2-го Легіону [151]
- Документальний фільм "Щит Європи" про бійців 2-го Легіону[152]
- Добровольці про свою мотивацію воювати за Україну [153][3]
- Телеканал 2+2 про мотивацію іноземних добровольців [154]

### Новини
- Секретар РНБО України про формування Інтернаціонального Легіону оборони України
- Перша інтернаціональна рота потребує антидронову рушницю
- Син журналіста Ігоря Пелиха воює у складі інтернаціональної роти
- Про бійця 1-ї інтерроти — сина відомого журналіста Ігоря Пелиха
- Боєць з позивним Кощей про свій досвід 1-ї інтерроти і 2-го Легіону
- Інтерв'ю полковника Мирошниченко для CBS News про американців 1-ї Інтерроти, які загинули в бою за Григорівку
- Про врятовані книжки з Лисичанську бійцями 1-ї Інтернаціональної роти — подарунок для столічної бібліотеки
- Командир 2-го Інтернаціонального Легіону оборони України для БЕЛСАТ про мотивацію білоруських добровольців
- Незалежний білоруський ресурс Хартия 97 % про відгук командира 2-го Легіону про білоруських добровольців
- Незалежний білоруський ютубканал — звернення командира 2-го Інтернаціонального Легіону про цілі нашої боротьби
- Факти ICTV про легендарну Ківі з Нової Зеландії — медикіню 2-го Інтернаціонального Легіону оборони України
- Відеосюжет програми «Легіонери вільного світу» про Ківі — героічну медикіню 2-го Інтернаціонального Легіону
- Укрінформ про Ківі — безстрашну медикіню 2-го Інтернаціонального Легіону оборони України
- 24 Канал про легендарну медикіню 2-го Інтернаціонального Легіону з позивним Ківі з Нової Зеландії
- DW про добровольця з Колумбії — бійця 2-го Інтернаціонального Легіону оборони України
- Укрінформ про легендарного Механа — штурмовика 2-го Інтернаціонального Легіону оборони України
- АрміяInform про Отця Макарія, священика з Бразилії — військового капелана 2-го Інтернаціонального Легіону
- АрміяInform про роботу колумбійських штурмових груп 2-го Інтернаціонального Легіону оборони України
- АрміяInform про роботу пілотів FPV дронів 2-го Інтернаціонального Легіону оборони України
- Видання «Ранкове місто. Донбас» про 2-й Інтернаціональний Легіон оборони України
- Інтерв'ю командира 2-го Інтернаціонального Легіону 24-му каналу
- АрміяInform про відчайдушного бійця з позивним Парадокс — водія М113 MEDEVAC 2-го Інтернаціонального Легіону
- АрміяInform про рятування побратимів з переднього краю екіпажами CASEVAC 2-го Інтернаціонального Легіону
- АрміяInform про організацію медичної евакуації в 2-му Інтернаціональному Легіоні оборони України
- АрміяInform про іновації в системі управління боєм в 2-му Інтернаціональному Легіоні оборони України
- АрміяInform про унікальний стабілізаційний пункт 2-го Інтернаціонального Легіону оборони України
- Інтерв'ю командира 2-го Інтернаціонального Легіону Тетяні Поповій про його формування і невикористаний потенціал
- Оголошення про вакансії у складі 2-го Інтернаціонального Легіону оборони України
- Командир відділення БПЛА 2-го Інтернаціонального Легіону Іван Пелих про бої на Курщині
- Для ТСН: Велике інтерв'ю Чілі — командира взводу БПЛА 2-го Інтернаціонального Легіону оборони України
- Канал 2+2 про іноземних добровольців у складі Інтернаціонального Легіону оборони України
- АрміяInform про вручення громадської відзнаки «За нашу і вашу свободу» іноземним добровольцям
- Велике інтерв'ю командира відділення БПЛА 2-го Інтернаціонального Легіону на ютуб-каналі Марічки Падалко

### Відео
- Ukrinform (2023.03.08). Legionnaires of the Free World. Anti-terror. Part 2 "Mechanic". Reincarnation in battle. youtube.
- БЕЛСАТ NEWS (2023.03.20). Нават адзін беларус – гэта вялікая каштоўнасць: камандзір інтэрнацыянальнага легіёну ва Украіне. youtube.
- Ukrinform (2023.03.21). Legionnaires of the Free World. Anti-terror. Part 3. "Kiwi". Сombat medic. youtube.
- ДМК Луганська ОДА (2023.10.01). Руслан Мірошниченко: луганчанин, який керує 2-м Інтернаціональним легіоном. youtube.
- Ми Україна плюс (2024.09.04). Щит Європи: реальні історії бійців, що боронять Україну. youtube.
- Телеканал ВІТА (2024.12.03). 2 Інтернаціональний Легіон оборони України — пліч-о-пліч з українськими бійцями. youtube.
- DW Українською (2025.03.20). "Поки Європа не прокинулася": що мотивує цивільних іноземців воювати на боці ЗСУ?. youtube.
- Громадське радіо (2025.03.26). Ексклюзив! Командир Інтернаціонального Легіону про запеклі бої, виклики та мотивацію бійців. youtube.
- 2-й Інтернаціональний Легіон оборони України — Шеврони, що наближають перемогу України // Інтернет радіо Holos_fm, 4 лютого 2025